# 大槻桃斗
大槻 桃斗（おおつき ももと、MOMOTO OTSUKI、1994年2月22日 ‐ ）は、日本のヴァイオリニスト。

## 略歴
1994年2月22日、東京都小平市の音楽一家に生まれる。父はドラマー、祖母はヴァイオリニスト、祖父はテノール歌手、曽祖母はクラシックギタリストである。
3歳よりヴァイオリンを始め、6歳の頃、ロビー・ラカトシュのジプシーバンドを生で聴き大ファンになる。ジプシーヴァイオリニストを目指しつつ、順調にクラシックの英才教育を受ける予定だったが、中学生の時に柔道に出会い、6年間柔道の道へと進む。黒帯を取得したのち、高校では父親の血が騒ぎ、ドラムを始め軽音楽部に入部。L'Arc〜en〜Ciel、X JAPAN、SlipKnotなどのコピーに勤しむ。週5柔道、週1バンド、週1ジプシー音楽という青春時代を過ごす。サボりにサボったヴァイオリンを高校3年生にて本格再始動。2012年、東京音楽大学に入学。周りのレベルの高さに驚きつつ、練習に没頭する。在学中から仕事のチャンスに恵まれ、オーケストラ、ソロ、スタジオワーク等様々な経験を積む。
2018年、ふと思い立ち楽器だけを持ってヨーロッパへ路上ライヴを目的に旅行する。ミラノ、ベルガモ、サルディーニャ島、バルセロナ等の路上で毎日演奏を行った。現地の知り合いの助けもあり、黒字で帰国した。
現在はソロ、オーケストラへの客演、ストリングスのセクションリーダーとして活動する。

## 活動歴
2014年12月　金色のコルダ　feat．天音学園／星奏学院　イベント　演奏
2018年3月　飛騨高山ヴィルトーゾオーケストラ　第14回演奏会に出演
2019年12月13日-16日　園田涼Live ツアーに出演
2020年1月12日　第2回超絶技巧大会に出演
2020年10月31日　幻想水滸伝 25th Anniversary Symphonic Concertに出演
2021年2月19日　大槻桃斗　自身初のホールリサイタルを開催
2021年5月 ‐ 12月　aiko全国ツアー『Love Like Pop vol.22』に出演
2022年4月　ルーマニア大使館にて高円宮妃久子殿下の御前で演奏
2022年6月11日　Portraito of maina ～オーケストラと描く～feat.八神純子
2022年6月25日【ラブライブ！】 Aqours 6th LoveLive! ~KU-RU-KU-RU Rock 'n' Roll TOUR
2023年1月15日　第18回 飛騨高山ヴィルト-ゾオーケストラコンサート 2023
2023年7月13日〜23日 CONTEMPORARY STAGE『ケイ xヤク』演奏

## 人物
- 好きなアーティスト　Roby Lakatos，Renaud Capucon,Nathan Milstein,Earth Wind & Fire
- 大ファンであるラカトシュと、桃斗をもじって自身をモモトシュと呼ぶ（モモトシュジプシーバンドとしても活動している）
- 愛猫5匹　（名前はミュウ、ルナ、ライオネル、しずお、はるな）
- 料理男子である　自身のSNSに手づくり料理、動画投稿
- ヴァイオリン他　ギター、ベース、ドラム、マ,ンドリン、カリンバ、カズー、オタマトーン等　様々な楽器を弾きこなすマルチプレイヤー
- 柔道二段
- D.I.Yが得意
- Naoya Iwaki Pops Orchestra (NIPO),　アンサンブル・ミラージュ　コンサートマスター

### テレビ
- 2020年3月19日　テレビ番組「歌手」　MISIAのバックミュージシャンとして出演
- 2020年2月24日　ドラマ「居酒屋兆治」劇版演奏
- 2020年2月3日～ テレビ番組「うた恋！音楽会」バックミュージシャンとしてレギュラー出演
- 2020年9月21日　NHK 朝ドラ『エール』（第71話）ヴァイオリニスト役
- 2021年11月5日　NHKドラマ「剣樹抄～光圀公と俺〜」 劇伴演奏
- 2021年10月10日　日テレ「真犯人フラグ」

### CM
- 2020年10月～放送　森永おいしいトマトヨーグルト｢24のカプリースOp.1第24番／パガニーニ｣演奏
- 2021年４月～放送　森永おいしいトマトヨーグルト｢24のカプリースOp.1第22番／パガニーニ｣演奏
- 2021年４月　フラディアグロウ　セーフティプラス／Aprica

### ラジオ
- 2017年6月30日　FM西東京「プライムフライデーナイト」
- 2018年1月11日　FM西東京「Pop’ｎﾀﾜｰ♪木曜日」
- 2021年3月3日　FM西東京「You Got Station！」
- 2023年２月9日　FM西東京「ラジヲと どこ行く？」

### 共演アーティスト
- スガシカオ
- Aiko
- MISIA
- 玉置浩二
- 川崎鷹地
- 斉藤由貴
- 一青窈
- ももいろクローバーZ
- 吉田栄作
- クリス・ハート
- 蒼井翔太
- 宮野真守
- 由紀さおり
- 三山ひろし
- 林部智史
- 八神純子
- 井上苑子
- 松室政哉
- 南紗椰
- 畑野圭慧
- デヴィ夫人
- 坂東玉三郎
- 川井郁子
- 二瓶有加